# Chodorowce (Białoruś)
Chodorowce (biał. Ходараўцы, Chodaraucy; ros. Ходоровцы, Chodorowcy) – agromiasteczko na Białorusi, w obwodzie grodzieńskim, w rejonie lidzkim, w sielsowiecie Chodorowce, nad Lebiodą i przy drodze republikańskiej R141.

## Historia
W dwudziestoleciu międzywojennym leżały w Polsce, w województwie nowogródzkim, w powiecie szczuczyńskim (od 29 maja 1929, wcześniej w powiecie lidzkim), w gminie Żołudek. W 1921 miejscowość liczyła 169 mieszkańców, zamieszkałych w 46 budynkach, w tym 153 Białorusinów i 16 Polaków. 157 mieszkańców było wyznania prawosławnego i 12 rzymskokatolickiego.
Po II wojnie światowej w granicach Związku Sowieckiego. Od 1991 w niepodległej Białorusi.